# Geiriadur Prifysgol Cymru

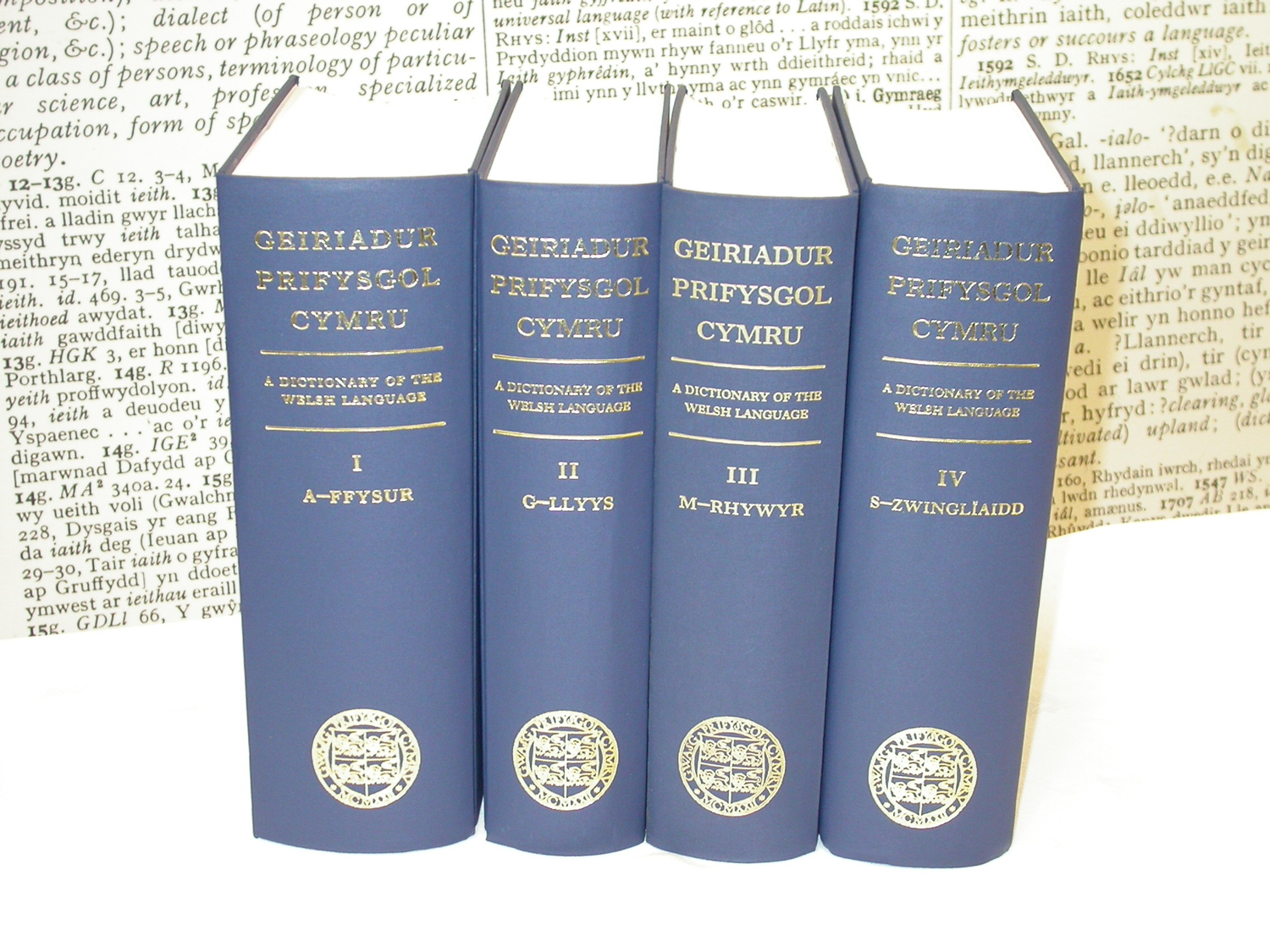
Geiriadur Prifysgol Cymru

Geiriadur Prifysgol Cymru (Engels: The University of Wales Dictionary) is een historisch woordenboek van de Welshe taal.

## Geschiedenis
De samenstelling van het woordenboek begon in 1921 onder leiding van een aantal medewerkers van de Nationale Bibliotheek van Wales. Het werk werd uitgebracht in vier delen. De laatste aflevering verscheen in 2002.
De woordverklaring is in het Welsh, maar het woordenboek geeft ook telkens een Engelse vertaling. In totaal telt het werk 3949 bladzijden met 105.000 trefwoorden en voorbeeldzinnen uit Welshe teksten van 631 tot 2002.